# Цінівська сільська рада
| Цінівська сільська рада — орган місцевого самоврядування у Рожнятівському районі Івано-Франківської області з адміністративним центром у с. Цінева. Івано-Франківська обласна рада рішенням від 30 грудня 1991 року у Рожнятівському районі уточнила назву Ціневської сільради на Цінівську. Водоймища на території, підпорядкованій даній раді: річка Дуба. |

## Населені пункти
Сільській раді підпорядковані населені пункти:
- с. Цінева

## Склад ради
Рада складається з 20 депутатів та голови.